# Mburumba Kerina
Mburumba Kerina (Tsumeb, 6 juni 1932) is een Namibisch politiek figuur uit de 20e eeuw. Hij werd geboren als William Eric Getzen.
Hij beweert de naam Namibië uitgevonden te hebben. Sam Nujoma, de eerste president van Namibië, ontkent dit.
Samen met Nujoma besloot Kerina in april 1960 om de Ovamboland's People Organization te hernoemen naar SWAPO en daarmee de organisatie een nationaal multi-etnisch karakter te geven, iets waardoor gemakkelijker erkenning van de Verenigde Naties verkregen kon worden. Kerina wilde dat SWAPO en SWANU, een andere onafhankelijkheidsbeweging, fusioneerden, maar dit ging niet door.
Hij was lobbyist bij de Verenigde Naties voor SWAPO en de Raad van de Herero Leiders.
Nadat Kerina een nieuwe politieke beweging wilde opstarten, de National Independence People's Party, werd hij uit SWAPO gezet.
In 1964 richtte Kerina samen met de Raad van de Herero Leiders de National Unity Democratic Organisation (NUDO) op. Deze politieke beweging streefde naar een federaal onafhankelijk Namibië.
Tussen 1966 en 1974 verbleef Kerina in New York, waar hij professor was aan de Universiteit van New York. In die tussentijd werd NUDO lid van DTA, een coalitie van etnische partijen.
Op het einde van de jaren 1980 werd hij lid van de Federal Convention of Namibia (FCN) en raakte ermee in 1989 verkozen in de Grondwettelijke Raad en na de onafhankelijkheid in het parlement. Hij gaf echter al snel zijn zetel op.
In 1998 keerde hij terug in de politiek als DTA-lid en raakte verkozen in de Nationale Raad.
In 2003 stapte hij uit DTA en sloot zich terug aan bij NUDO. Een jaar later raakte hij verkozen tot het nationale parlement. In 2005 werd hij beschuldigd van diefstal van partijfondsen. Hierna stapte hij uit NUDO en ging terug naar DTA.